# Linia kolejowa Łodiejnoje Pole – Tomicy
Linia kolejowa Łodiejnoje Pole – Tomicy – linia kolejowa w Rosji łącząca stację Łodiejnoje Pole ze stacją Tomicy. Fragment linii Wołchow - Murmańsk.
Południowa część linii zarządzana jest przez region wołchowstrojewski, zaś jej północny fragment przez region pietrozawodzki. Oba regiony wchodzą w skład Kolei Październikowej (części Kolei Rosyjskich). Granicę regionów stanowi rzeka Świr.
Linia położona jest w obwodzie leningradzkim i w Republice Karelii. Biegnie przez przesmyk pomiędzy jeziorami Ładoga i Onega. Na całej długości jest zelektryfikowana i w większości dwutorowa. Wyjątek stanowi most nad Świrem, przez który przebiega tylko jeden tor.

## Historia
Plany wybudowania linii kolejowej na Murmań były przedstawiane w XIX w., jednak nie uzyskały wówczas akceptacji w kręgach rządowych.
Linia powstała podczas I wojny światowej, jako część murmańskiej drogi żelaznej. Jej budowa podyktowana była względami strategicznymi. Miała ona zapewnić kolejowe połączenie z portami Morza Barentsa i Morza Białego, które w przeciwieństwie do portów Morza Bałtyckiego i Morza Czarnego, nie były narażone na ataki państw centralnych, z którymi Rosja prowadziła wówczas wojnę. Linia początkowo leżała w Imperium Rosyjskim, następnie w Związku Sowieckim. Od 1991 znajduje się w granicach Rosji.